# Vovô Simpson
Abraham "Abe" Jedediah Simpson II, mais conhecido como Vovô Simpson, é um personagem da série Os Simpsons. É o patriarca da família Simpson. Tem 83 anos e é pai de Homer Jay Simpson e de Herbert Powell Simpson; avô de Lisa Simpson, Bart Simpson e Maggie Simpson. Mora no Castelo dos Aposentados de Springfield - onde já teve até relacionamentos - junto de seus amigos. Ele tinha sua própria casa, que vendeu para que com o dinheiro, seu filho Homer conseguisse comprar a sua e se casar. Depois de viver algum tempo na casa de Homer, ele foi mandado para o asilo.
Por conta da idade, Abe, ao contar histórias de seu passado, acaba caindo no sono.

## Biografia fictícia
Nos anos 60, Abe atuou como comandante de atuação do Exército dos Estados Unidos, onde um dos militares era o Seymour Skinner antes de se tornar diretor da escola elementar de Springfield.

### Relacionamentos
Sua vida amorosa é conturbada, sendo abandonado pela mãe de Homer, que se tornou uma perseguida política.
Namorou a idosa mãe de sua nora Marge. Em outro episódio, casou e se divorciou de Selma Bouvier, uma das cunhadas gêmeas de Homer e conhecida pelos seus inúmeros ex-maridos.

## Informações técnicas

### Criação
Matt Groening, criador de Os Simpsons, queria ter um personagem que fosse "realmente rabugento" e velho, e que reclamasse muito e inventasse histórias para contar às crianças, então criou o Vovô.  Depois de nomear os personagens principais em homenagem a seus próprios familiares (exceto Bart, um anagrama de "brat", que substituiu seu próprio nome), Groening se recusou a nomear Vovô em homenagem a seu avô, Abraham Groening. Ele deixou para os escritores escolher um nome e eles ironicamente escolheram "Abraham", embora não soubessem que também era o nome do avô de Groening. Vovô apareceu pela primeira vez no curta dos Simpsons "Vovô e as Crianças", que estreou emThe Tracey Ullman Show em 10 de janeiro de 1988. No curta, Vovô conta aos netos histórias dos "bons e velhos tempos". Quando eles param de prestar atenção nele, ele finge sua própria morte para recapturar a atenção deles.
O escritor da animação, Al Jean, comentou que Vovô é frequentemente o foco de piadas sobre pessoas idosas. Ele disse que a razão para isso é porque a equipe está tentando ilustrar como a sociedade maltrata os idosos, "e parte disso é porque as pessoas com mais de 55 anos nunca assistem ao nosso show". Bill Oakley e Josh Weinstein, ex-roteiristas do programa, disseram que gostavam de escrever episódios sobre Vovô porque são "obcecados" por pessoas idosas. Weinstein comentou que "ambos amam [os idosos] e parecem realmente odiá-los ao mesmo tempo". Ele também disse que "gosta" de escrever para personagens como Vovô e Sr. Burns por causa de sua "desatualização" e porque ele usa dicionários para procurar "gírias dos velhos tempos".

### Voz

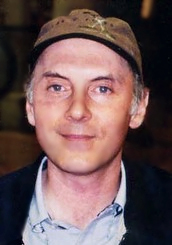
Dan Castellaneta, voz de Abe Simpson na versão original

Abe foi originalmente dublado por Dan Castellaneta, que também faz a voz de seu filho, Homer, e de outros personagens, como Krusty. No Brasil, foi dublado na primeira temporada por Arthur Costa Filho, da segunda à sétima, da sétima à décima quinta por Waldyr Sant'anna e da décima quinta à décima sétima por Júlio Cézar Barreiros e a partir da décima oitava, por Carlos Alberto Vasconcellos. Os últimos três dubladores de Abe também dublaram Homer, coincidentemente.